# Shining8
Shining8 (Kürzel S8, oft auch als Shining 8 bezeichnet) ist eine Warez- und Cracker-Gruppe, die in den Jahren 1987 bis 1989 auf dem C64 und von 1990 bis 1994 auf dem Amiga aktiv war. Hauptsächlich hat die Gruppe mit dem Knacken von C64-Spielen und dem Tausch diverser geknackter Spiele begonnen. Seit Anfang der Gruppierung wurden auch legale Demos auf dem C64 und dem Amiga von Shining8 erstellt.

## Geschichte

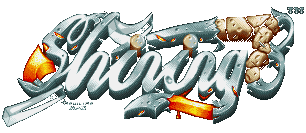
Eines der zahlreichen Shining8 Logos (erstellt von Newline/S8)

Gegründet wurde Shining8 1987 bei einem Treffen von mehreren Computerfreaks. Der Name entstand in Anlehnung an den Film Shining und da bei der Gründung acht Personen anwesend waren.
Für die Jahre 1988/1989 sind in der C64 Scene Database allein mehr als 100 Releases verzeichnet. Da die Gruppe auch zahlreiche Musiker hatte, welche für die Intros und Demos die Musiken erstellten, wurden, besonders in den Jahren ab 1990, zahlreiche Musik-Compilation Demos veröffentlicht.
Besonders in den Jahren ab 1990 wuchs die Gruppe und erhielt Zulauf durch zahlreiche neue Mitglieder aus der ganzen Welt. Exotica.org.uk listet in den Jahren bis 1994 über 70 bekannte Mitglieder.
Um die Software schnell tauschen zu können, wurden ab 1990 zahlreiche Mailboxen bzw. BBS-Systeme eingerichtet. Weltweit wurden über 20 Mailbox in Betrieb genommen.
Im April 1992 veranstaltete die Gruppe eine große Szeneparty. Hierfür wurde eine komplette Diskothek angemietet und alle szenebekannten Gruppen eingeladen. Analog zu heutigen Demoparties gab es zahlreiche Wettbewerbe und Rahmenveranstaltung wie z. B. einen Demowettbewerb, bei dem es als Hauptpreis einen Amiga 500 zu gewinnen gab.
Zwischen den Jahren 1993 bis 1994 wurde es still um die Gruppe. Die meisten Mitglieder verließen die Gruppe. Ab dem Jahr 1995 gab es eine Art Nachfolgeorganisation, die Shining8 THIRD GENERATION. Die ursprünglichen Shining8-Mitglieder hatten damit jedoch wenig zu tun.

## Shining8 – The Movie
Der Dokumentarfilmer Konstantin Stürz, welcher zahlreiche Filme über die Computerszene veröffentlicht hat, erstellte 2002 einen Dokumentarfilm über die Gruppe Shining8, in dem ehemalige Mitglieder ihre Sicht der damaligen Zeit präsentierten. Der Film wurde in einigen regionalen Fernsehprogrammen ausgestrahlt und ist auf youtube verfügbar.

## Der Shining8-Slogan
- It's cool, it's great – it's Shining8[12]